# Mötley Crüe
Mötley Crüe is een metalband, opgericht door Nikki Sixx en Tommy Lee in 1981 te Los Angeles.
Mötley Crüe bestaat uit Vince Neil (zanger, slaggitaar), John 5 (gitaar), Nikki Sixx (basgitaar) en Tommy Lee (drums).
De groep is vooral bekend om zijn losbandige levensstijl. Volgens bassist Nikki Sixx is er maar één mens op aarde die nog geschifter is dan zij en dat is Ozzy Osbourne. De bandleden zeggen dan ook er trots op te zijn dat ze elke gevangenis van Los Angeles tot Tokio zouden hebben gezien.
Hun bekendste nummers zijn: Dr Feelgood, Kickstart My Heart, Home Sweet Home, Piece of Your Action, Shout at the Devil en Girls, Girls, Girls.

## Naam
De naam Mötley Crüe verwijst naar Motley crew (vrij vertaald: losbandige bende). Een van de bandleden was op die naam gekomen na het zien van een piratenfilm waar de kapitein de bemanning van zijn schip zijn "motley crew" noemde. De umlauten werden op de klinkers geplaatst om te verwijzen naar de umlauten van Löwenbräu, het Duitse bier.

## Geschiedenis
Zanger Vince Neil liep in de jaren tachtig een veroordeling op nadat hij onder invloed van drugs en alcohol een verkeersongeval had gehad, waarbij een vriend van de band (Nicholas "Razzle" Dingley, de drummer van de Hanoi Rocks) om het leven kwam.
Het in 1989 uitgebrachte Dr. Feelgood-album geldt als hun meest gewaardeerde werk. Het album bereikte dan ook de nummer 1-positie in de Billboard Hot 100.
In 1992 verliet zanger Neil de band na heftige (muzikale) meningsverschillen met Nikki Sixx en Tommy Lee. Gedurende die periode bracht Neil twee weinig succesvolle soloalbums uit. Mötley Crüe verving Neil met voormalig Scream-voorman John Corabi. Het in 1994 uitgebrachte Mötley Crüe-album klinkt heel anders; ruigere, hardere en langere nummers vallen de fans ten deel. Het publiek was echter niet echt gecharmeerd van de nieuwe voorman en de vernieuwde sound. In 1997 werd Corabi dan ook bedankt voor zijn diensten en vervangen door Vince Neil. Het nieuwe album Generation Swine klonk weer als vanouds, al bleven de grote successen van weleer uit.
In 1999 werd Tommy Lee vervangen door drummer Randy Castillo. Met hem als nieuwe drummer werd in 2000 het album New Tattoo uitgebracht. Op 26 maart 2004 stierf Randy Castillo aan de gevolgen van kanker. Tommy Lee keerde terug bij de band. Er volgde een succesvolle toer in 2005, die ook op cd en dvd werd uitgebracht. Ondertussen bracht Tommy Lee ook solomateriaal uit. In november 2007 verklaarde Nikki dat Lee uit de band was gezet na heftige problemen tussen Lees manager en de band. Lees manager Carl Stubner wilde per se dat Lee deelnam aan een realitysoapserie waardoor de Crue een lucratief deel van hun toer moest annuleren. Ondanks het feit dat de band nog wel populair was, werden er die jaren geen hits meer gescoord.
In 2008 maakte de Crue hun langverwachte terugkeer aan de hardrocktop met een geheel nieuw album getiteld Saints of Los Angeles. In april 2008 kwam een single van de nieuwe Mötley Crüe uit. Saints of Los Angeles was een hardrocknummer als vanouds. Het nieuwe album met dezelfde titel kwam uit op 17 juni 2008. Motley Crues Saints of Los Angeles werd genomineerd voor een Grammy Award in de categorie "Best Hard Rock Performance".
Op 15 januari 2015 kondigde de groep hun afscheidstournee aan. Ze deden dat jaar Japan, Brazilië en Europa aan om te eindigen in Amerika. Het laatste optreden was op 31 december 2015 in Los Angeles. Ze tekenden daarbij ook een contract waarin stond dat ze niet meer zouden optreden. Maar op 19 november 2019 verbraken ze dit contract en besloten ze weer te gaan toeren door de Verenigde staten met Def Leppard en Poison.
Op 26 oktober 2022 ging gitarist Mick Mars met pensioen als touringlid van de band vanwege aanhoudende gezondheidsproblemen, volgens een verklaring vrijgegeven door de publicist van Mars. De volgende dag bevestigde de band dat John 5 de plaats van Mars zou innemen als hun nieuwe touring-gitarist. Wel werd Mars daarna nog beschouwd als een officieel lid van de band.
Op 6 april 2023 klaagde Mars de band aan, bewerend dat de band hem probeerde te verwijderen. Als reactie op de rechtszaak gaf de band op dezelfde dag een verklaring af waarin ze ontkenden dat ze Mars hadden ontslagen, en dat terwijl hij nog lid was; was gestopt met toeren.
Op 19 april 2023 kondigde de band aan dat ze aan nieuwe muziek werken met producer Bob Rock, wat de mogelijkheid uitsluit dat de band weer met Mick Mars gaat werken.

## Bezetting

### Huidige leden
- Nikki Sixx - basgitaar, achtergrondzang (1981-2002, 2004-2015, 2018-heden)
- Tommy Lee - drums, keyboard, achtergrondzang (1981-1999, 2004-2015, 2018-heden)
- Vince Neil - zang, slaggitaar (1981-1992, 1997-2002, 2004-2015, 2018-heden)
- John 5 - leadgitaar, achtergrondzang (2023-heden; 2022-2023 als tourlid)

### Voormalige leden
- Greg Leon - zang, leadgitaar (1981-1983)
- Mick Mars - leadgitaar, achtergrondzang (1981-2002, 2004-2015, 2018-2023; inactief op tournees van 2022 tot 2023)
- Michael White - zang (1981)
- John Corabi - zang, slaggitaar (1992-1997)
- Randy Castillo - drums (1999-2000, overleden in 2002)

## Discografie
| Album met eventuele hitnotering(en) in de Nederlandse Album Top 100 | Datum van verschijnen | Datum van binnenkomst | Hoogste positie | Aantal weken | Opmerkingen                                                        |
| ------------------------------------------------------------------- | --------------------- | --------------------- | --------------- | ------------ | ------------------------------------------------------------------ |
| Too Fast for Love                                                   | 10-11-1981            | -                     |                 |              | Debuutalbum                                                        |
| Shout at the Devil                                                  | 23-09-1983            | -                     |                 |              |                                                                    |
| Theatre of Pain                                                     | 21-06-1985            | -                     |                 |              |                                                                    |
| Girls, Girls, Girls                                                 | 15-05-1987            | -                     |                 |              |                                                                    |
| Dr. Feelgood                                                        | 01-09-1989            | -                     |                 |              | Laatste album met Vince Neil                                       |
| Mötley Crüe                                                         | 15-03-1994            | -                     |                 |              | Eerste album met John Corabi                                       |
| Quarternary                                                         | 10-09-1994            | -                     |                 |              | ep                                                                 |
| Generation Swine                                                    | 24-06-1997            | -                     |                 |              | Terugkeer van Vince Neil Laatste album met John Corabi             |
| Live: Entertainment or Death                                        | 23-11-1997            | -                     |                 |              | Livealbum Laatste album met Tommy Lee                              |
| New Tattoo                                                          | 11-07-2000            | -                     |                 |              | Enige album met Randy Castillo                                     |
| Music to Crash Your Car to                                          | 11-11-2003            | -                     |                 |              | Verzamelalbum                                                      |
| Saints of Los Angeles                                               | 24-06-2008            | -                     |                 |              | Terugkeer van Tommy Lee                                            |
| The Dirt Soundtrack                                                 | 22-03-2019            | -                     |                 |              | Filmsoundtrack Eerste album met John 5 Laatste album met Mick Mars |
| Cancelled                                                           | 04-10-2024            | -                     |                 |              | ep                                                                 |

### Dvd's
| Dvd's met hitnoteringen in de Nederlandse Music Top 30 | Datum van verschijnen | Datum van binnenkomst | Hoogste positie | Aantal weken | Opmerkingen |
| ------------------------------------------------------ | --------------------- | --------------------- | --------------- | ------------ | ----------- |
| The End - Live in Los Angeles                          | 2016                  | 12-11-2016            | 15              | 2            |             |

## Biografische film
- De film The Dirt, gebaseerd op het boek van de band ging op 18 maart 2019 in première op Netflix.